# Rutana (stad)
Rutana is een stad in Burundi en is de hoofdplaats van de provincie Rutana.
Rutana telde in 1990 bij de volkstelling 14.100 inwoners.